# Егоров, Сергей Александрович (боксёр)
Сергей Александрович Егоров (род. 24 января 1992, Самара, Самарская область, Россия) — российский боксёр-профессионал, выступающий в тяжелой весовой категории.
Мастер спорта России международного класса, член сборной России, серебряный (2018) призёр чемпионата России, финалист чемпионата России среди молодежи (2014), победитель международных и всероссийских турниров в любителях.

## Любительская карьера
Любительским боксом стал заниматься с 2001 года — с 9 лет, его первым тренером стал Юрий Александрович Артемьев. С 2013 года он тренируется под руководством Алексея Викторовича Селиверстова.
В 2011, в 2013 и в 2017 годах он становился чемпионом Северо-Западного федерального округа.

### 2014—2015 годы
В 2014 году стал чемпионом Центрального федерального округа и финалистом чемпионата России среди молодежи 2014 года.
В том же году стал победителем в составе сборной России международного турнира AIBA в Будапеште (Венгрия), и финалистом и победителем в составе сборной России международного турнира AIBA на призы Ахмата Кадырова в городе Грозный.
В 2015 году стал победителем чемпионата Ц.С. общества «Динамо» в Нижневартовске.

### 2016—2017 годы
В 2016 году стал финалистом Чемпионата МВД России в Суздале.
А в ноябре 2017 года он стал победителем в весе свыше 91 кг международного турнира «XV Кубка мира по боксу нефтяных стран памяти Героя Социалистического Труда Ф.К. Салманова» в городе Белоярский (Ханты-Мансийский автономный округ), в финале по очкам (5:0) победив соотечественника Эдуарда Авджяна.

### 2018 год
В 2018 году вновь стал победителем чемпионата Ц.С. общества «Динамо» в Сыктывкаре.
В апреле 2018 года выступил в полупрофессиональной лиге World Series of Boxing (WSB) за российскую команду «Патриот», где провёл один бой — потерпев поражение по очкам от опытного индуса Нарендера Берваля.
В октябре 2018 года впервые стал серебряным призёром в весе свыше 91 кг на чемпионате России в Якутске. Где он в четвертьфинале победил Георгия Юновидова, затем в полуфинале победил опытного Магомеда Омарова, но в финале проиграл Ивану Верясову — с которым боксировал уже девятый раз и ранее дважды его побеждал.

### 2019 год
В апреле 2019 года завоевал золото международного турнира Кёльнский Кубок мира по боксу (Cologne Boxing World Cup) прошедшем в Кёльне (Германия), в финале победив Ивана Верясова.
И в сентябре 2019 года Сергею Егорову было присвоено звание «Мастер спорта России международного класса».
В ноябре 2019 года вновь участвовал в чемпионате России в Самаре. Там он в 1/16 финала соревнований единогласным решением судей победил Сергея Кузютина, в 1/8 финала единогласным решением судей победил Шигабудина Алиева, но в четвертьфинале раздельным решением судей проиграл Сергею Калчугину.

### 2020—2021 годы
В феврале 2020 года Сергей завоевал золото на общеевропейском турнире «EURO CUP’2020» прошедшем в Боснии и Герцеговине.
В конце ноября — начале декабре 2020 года в Оренбурге участвовал на чемпионате России в категории свыше 91 кг борясь за возможность войти в состав национальной сборной для участия в квалификационном отборочном турнире на Олимпийские игры в Токио. Где в 1/8 финала единогласным решением судей победил Владимира Маркелова, но в четвертьфинале единогласный решением судей (0:5) проиграл опытному боксёру Святославу Тетерину.
В конце августа 2021 года в Кемерово участвовал на очередном чемпионате России в категории свыше 92 кг, где в первом раунде соревнований по очкам победил Тамерлана Тургунова, но в 1/8 финала он проиграл по очкам Эмину Хатаеву — который в итоге стал бронзовым призёром чемпионата России.

## Профессиональная карьера
17 декабря 2021 года дебютировал на профессиональном ринге в Самаре (Россия), в тяжёлом весе, досрочно победив техническим нокаутом во 2-м ранде соотечественника Александра Степанова (3-7).
9 июля 2022 года провел второй поединок в профи. На вечере бокса в Екатеринбурге Оппонентом стал Герман Скобенко. В шестираундовом поединке единогласным решением судей победу одержал боксер из Великих Лук.

## Статистика профессиональных боёв
В таблице перечислены результаты всех поединков боксёров.
В каждой строке указан результат поединка. Дополнительно номер поединка обозначен цветом, который обозначает итог поединка. Расшифровка обозначений и цветов представлена в нижеследующей таблице.
| Пример | Расшифровка                     |
| ------ | ------------------------------- |
|        | Победа                          |
|        | Ничья                           |
|        | Поражение                       |
|        | Планируемый поединок            |
|        | Поединок признан несостоявшимся |
| КО     | Нокаут                          |
| ТКО    | Технический нокаут              |
| PTS    | Решение судей (по очкам)        |
| UD     | Единогласное решение судей      |
| MD     | Решение большинства судей       |
| SD     | Раздельное решение судей        |
| RTD    | Отказ от продолжения боя        |
| DQ     | Дисквалификация                 |
| NC     | Поединок признан несостоявшимся |

| 2 поединка, 2 победы (1 нокаутом). | 2 поединка, 2 победы (1 нокаутом). | 2 поединка, 2 победы (1 нокаутом). | 2 поединка, 2 победы (1 нокаутом). | 2 поединка, 2 победы (1 нокаутом).                       | 2 поединка, 2 победы (1 нокаутом). | 2 поединка, 2 победы (1 нокаутом). |
| Бой                                | Рекорд                             | Дата боя                           | Соперник                           | Место проведения боя                                     | Раундов, время                     | Примечание                         |
| ---------------------------------- | ---------------------------------- | ---------------------------------- | ---------------------------------- | -------------------------------------------------------- | ---------------------------------- | ---------------------------------- |
| 2                                  | 2-0                                | 9 июля 2022                        | Герман Скобенко (5-11-2)           | КРК «Уралец», Екатеринбург, Свердловская область, Россия | UD 6 (6)                           | Счёт: 60-54 (трижды).              |
| 1                                  | 1-0                                | 17 декабря 2021                    | Александр Степанов (3-7)           | ДС им. В.С. Высоцкого, Самара, Самарская область, Россия | TKO 2 (4), 0:37                    | Дебют в профессионалах.            |

## Спортивные результаты
- Чемпионат России по боксу 2018 года — .